# 耶拉契奇家族

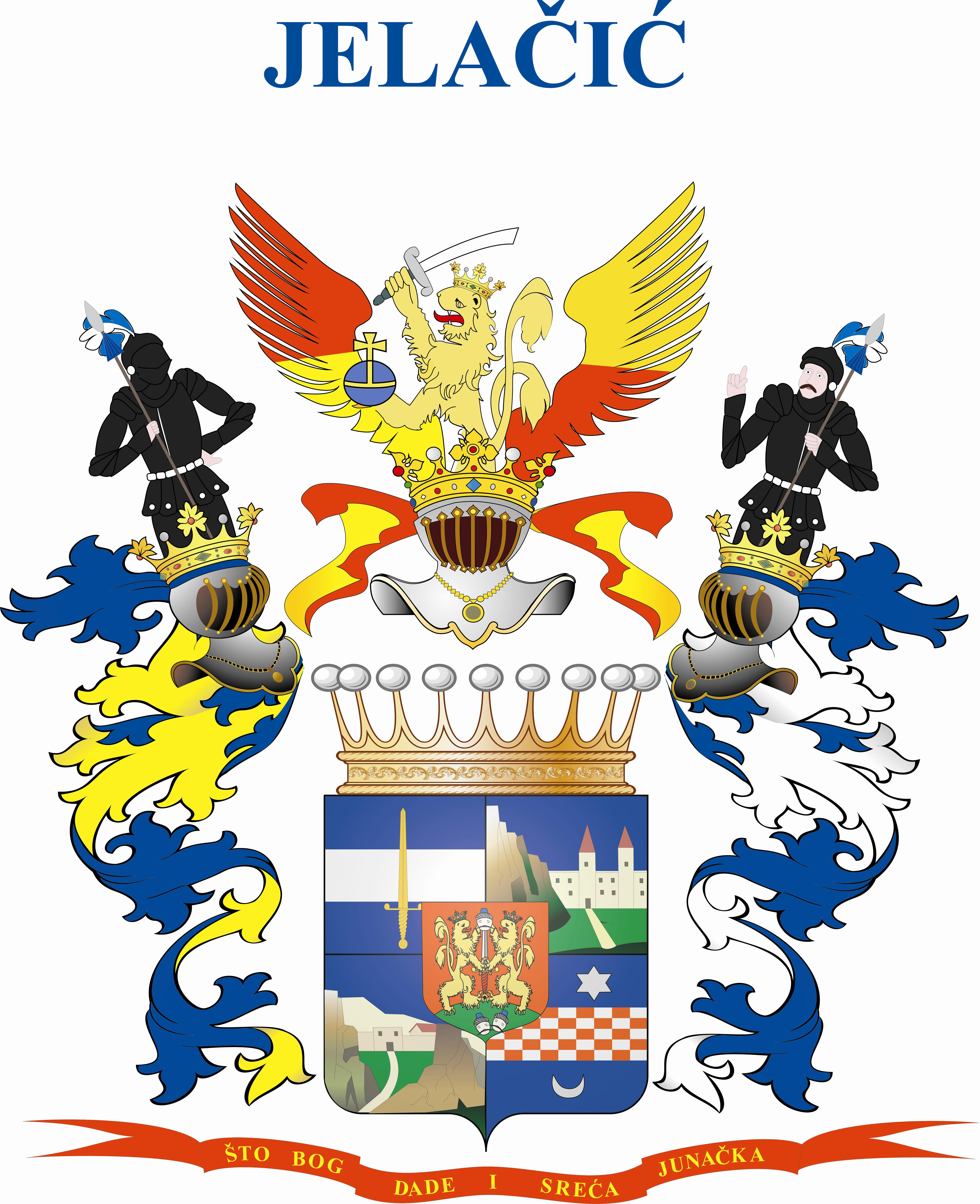
19世紀的耶拉契奇家族徽章

耶拉契奇家族是克罗地亚的一个历史悠久的贵族家族，在奥斯曼帝国征战欧洲、匈牙利-克罗地亚邦联以及后来的奥匈帝国时期均扮演过重要角色。该家族的名人包括高级军事将领、克罗地亚总督以及其他国家级官员。历史上对耶拉契奇家族一名的最早记载出现在14世纪。